# Contea di Ellis (Oklahoma)
La contea di Ellis (in inglese Ellis County) è una contea dello Stato dell'Oklahoma, negli Stati Uniti. La popolazione al censimento del 2000 era di 4 075 abitanti. Il capoluogo di contea è Arnett.

## Geografia

### Contee adiacenti
- Harper County (north)
- Woodward County (east)
- Dewey County (southeast)
- Roger Mills County (south)
- Hemphill County, Texas (southwest)
- Lipscomb County, Texas (west)
- Beaver County (northwest)

## Comunità
- Arnett (capoluogo di contea)
- Catesby
- Fargo
- Gage
- Harmon
- Shattuck

### Ghost town
- Peek